# Псаммут
Псаммут (или Сенмут, древ.-егип. Усерра Сетепенптах Пашермут) — фараон Древнего Египта, правивший приблизительно в 393 году до н. э., из XXIX династии.

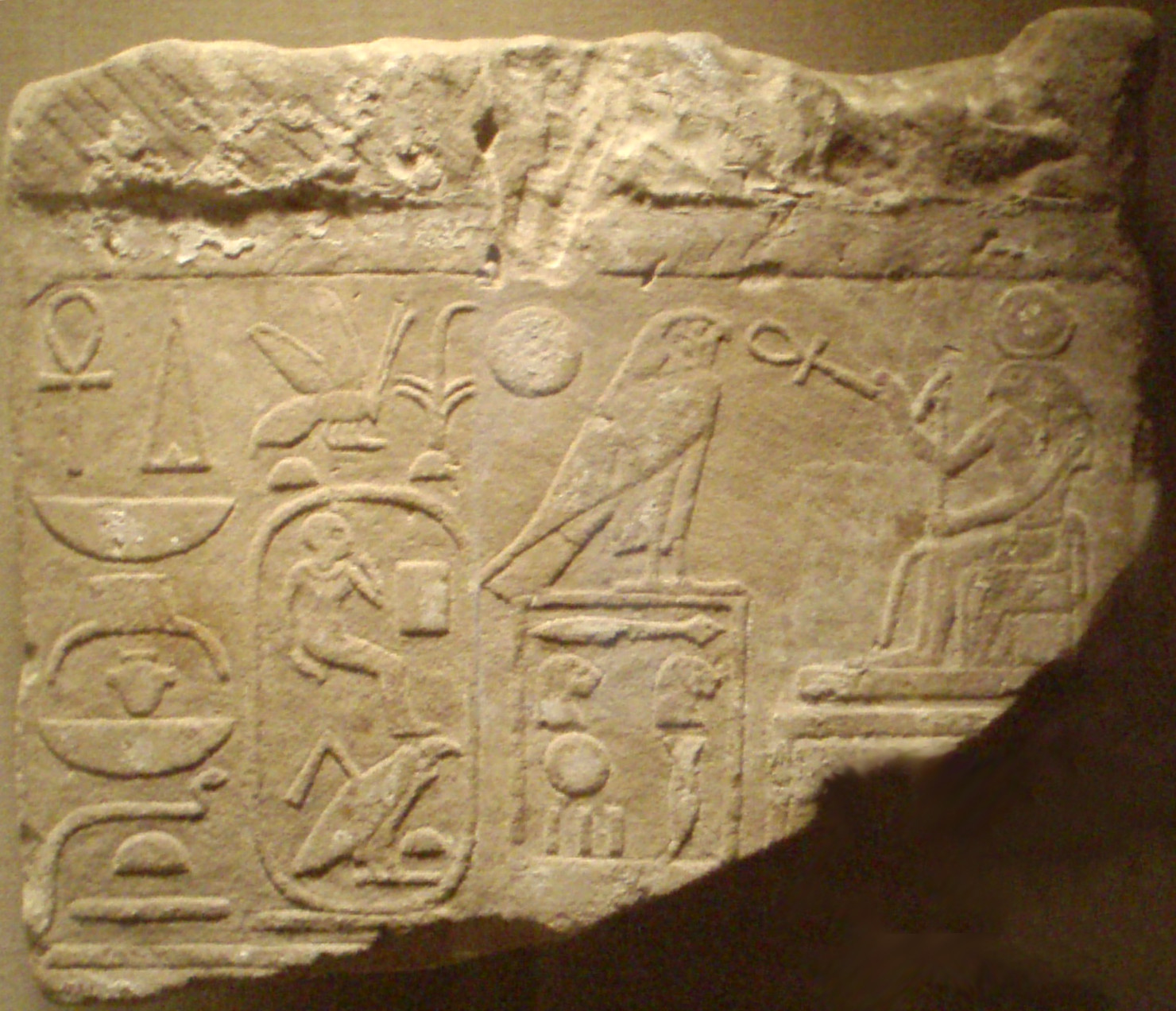
Фрагмент рельефа с именем фараона Псаммута. Метрополитен-музей. Нью-Йорк

После смерти Неферита I часть знати, поддержавшая Псаммута в качестве претендента на трон в противовес Мутису, родному сыну Неферита, сумела привести Псаммута к власти, однако его правление не продлилось и года, и он был свергнут Ахорисом.
Правил не более года, но, несмотря на краткое время царствования, успел выстроить в Карнаке, небольшой, носящий его имя, храм.
По Манефону (в пересказе Секста Африкана и Евсевия Кесарийского) Псаммут правил 1 год.